# Yesterwynde
Albums de Nightwish
Human. :II: Nature.
(2020)
Singles
1. Perfume Of The Timeless
Sortie : 21 mai 2024
2. The Day of...
Sortie : 8 août 2024
3. An Ocean of Strange Islands
Sortie : 10 septembre 2024
4. Lanternlight
Sortie : 20 septembre 2024

Yesterwynde est le dixième album studio du groupe de metal symphonique finlandais Nightwish. Il est publié à l'international le 20 septembre 2024 par Nuclear Blast et est présenté comme le dernier volet d’une trilogie, incluant Endless Forms Most Beautiful (2015) et Human. :II: Nature. (2020), qui aborde des thèmes en lien avec la nature et l’humanité. Il s’agit du premier album du groupe à présenter Jukka Koskinen comme bassiste à la suite du départ de Marco Hietala en 2021.
L’album est promu par quatre singles : Perfume Of The Timeless sort le 21 mai 2024 accompagné d'un clip vidéo. Il est suivi le 8 août par The Day of..., également avec un clip vidéo, puis le 10 septembre par An Ocean of Strange Islands et le jour de la sortie de l'album par Lanternlight. Après une décision collective, Nightwish a annoncé qu’aucun concert ne sera donné pour promouvoir l’album car ceux-ci souhaitent prendre une pause pour une durée indéterminée.

## Contexte
En 2013, à la fin du Imaginaerum World Tour, tournée promouvant l'album Imaginaerum (2011), Nightwish annonce que la chanteuse néerlandaise Floor Jansen (ex-After Forever, ex-ReVamp), qui remplaçait temporairement Anette Olzon après son renvoie,, et le multi-instrumentiste Troy Donockley intégraient officiellement la formation du groupe,.
En 2015 et 2020, le groupe publie respectivement les albums Endless Forms Most Beautiful et Human. :II: Nature., qui sont alors annoncés comme les deux premiers volets d’une trilogie abordant des thèmes autour de l’Homme et de la nature, s’inspirant des travaux de scientifique comme Charles Darwin et Richard Dawkins,. Lors de cette période le groupe connait de nombreux changements dans son lin-up : Jukka Nevalainen, le batteur d’origine qui s’est retiré temporairement du groupe afin de soigner ses problèmes d’insomnies, est remplacé en 2019 par Kai Hahto qui avait joué à sa place sur Endless Forms Most Beautiful,. Puis après la sortie de Human. :II: Nature. le groupe voit Marco Hietala, leur bassiste/chanteur présent depuis Century Child (2002), se retirer à son tour à cause de son âge, du comportement de l’industrie musicale envers les artistes et d’une dépression,. Ce départ inattendu fait envisager à Tuomas Holopainen, claviériste et leader du groupe, la fin de Nightwish, idée qu’il finit par abandonner. Son remplaçant, Jukka Koskinen, est annoncé en mai 2021 pour les concerts de Nightwish en réalité virtuelle avant d'être officialisé en 2022,. Le Human. :II: Nature. World Tour se révèle ne pas être une tournée évidente à la suite de la situation sanitaire causé par la pandémie de Covid-19, qui oblige le groupe à repousser de nombreuses dates, ainsi que pour Floor Jansen qui annonce en octobre 2022 être atteinte d’un cancer du sein, qui sera guéri après plusieurs interventions chirurgicales, puis être enceinte de son deuxième enfant, ce qui oblige Nightwish à annuler certaines dates pour sa santé,.
Le 2 mars 2022, le groupe annonce travailler sur les démos de son nouvel album, mais que les enregistrements ne prendraient pas lieu avant la fin du Human. :II: Nature. World Tour et que celui-ci devrait sortir en 2023. Après avoir annoncé la fin de leur contrat avec le label Nuclear Blast, Nightwish annonce avoir signé de nouveau avec la maison de disque pour la sortie de leur dixième album.

## Genèse et thèmes de l'album
Tuomas Holopainen explique avoir commencé l'écriture de l'album en janvier 2021, alors qu'il n'était possible de rien faire d'autre en raison des restrictions liées à la pandémie de Covid-19. L'écriture se poursuit pendant toute l'année 2021 et les premières démos ont lieu au début de 2022. Les enregistrements ont lieu à partir d'août 2023, suivies d'un travail de mixage visant à donner son atmosphère à l'album.
Le nom Yesterwynde a été inventé par Troy Donockley. Il représente le sentiment de nostalgie d'un endroit où l'on est jamais allé.
Pour Tuomas Holopainen, « Le thème de tout l'album est le temps, l'histoire, l'humanisme, la mortalité. Et il y a une ambiance très optimiste à travers tout cela ».

## Accueil
La semaine de sa sortie, l'album est premier au Royaume-Uni dans la catégorie Rock et Métal, et se classe dans les vingt meilleurs albums toutes catégories confondues.

## Liste des titres
Toutes les paroles sont écrites par Tuomas Holopainen.
| No  | Titre                         | Durée |
| --- | ----------------------------- | ----- |
| 1.  | Yesterwynde                   | 2:43  |
| 2.  | An Ocean of Strange Islands   | 9:26  |
| 3.  | The Antikythera Mechanism     | 5:55  |
| 4.  | The Day of...                 | 4:34  |
| 5.  | Perfume Of The Timeless       | 8:11  |
| 6.  | Sway                          | 4:23  |
| 7.  | The Children of 'Ata          | 5:37  |
| 8.  | Something Whispered Follow Me | 6:39  |
| 9.  | Spider Silk                   | 6:26  |
| 10. | Hiraeth                       | 6:14  |
| 11. | The Weave                     | 4:53  |
| 12. | Lanternlight                  | 6:06  |

## Crédits

### Membres
- Floor Jansen — chants
- Emppu Vuorinen — guitares
- Jukka Koskinen — basse
- Kai Hahto — batterie, percussions
- Tuomas Holopainen — claviers, production, mixage, arrangements parties de chœurs et d'orchestres
- Troy Donockley —  Uilleann pipes, low whistle, guitares, bouzouki, bodhrán, Instruments à vent, guitares, chant, enregistrement

### Crédits supplémentaires
- Tero Kinnunen — production, enregistrement, mixage
- Mikko Karmila — enregistrement, mixage
- Mika Jussila — mastering
- Jonathan Allen — enregistrement
- Neil Dawes — ingénieur assistant
- John Barrett — ingénieurs
- Risto Hemmi — mixage (version ATMOS)
- Niklas Jussila — mastering (version ATMOS)
- Pete Voutilainen — design, photographie
- Tim Tronckoe — photographie
- One Eye Media — design, photographie
- Janne « Toxic Angel» Pitkänen — design
- James Shearman — direction d'orchestre et arrangeur orchestrale et du chœur
- Mikko Pankasalo — mise en page

### The Sepian Voices
- Tom Pearce — chef de chœur
- Sarah Eyden, Grace Davidson, Joanna Forbes, Sarah Ryan, Katy Treharne, Caroline Clarke, Sejal Keshwala, Jacqueline Barron, Soophia Roroughi, Kirsty Hoiles, Mary Carewe, Claire Henry, Alice Fearn, Louise Marshall, Liz Swain, Helen Brookes, Sumudu Jayatilaka, Jo Marshall, Tom Pearce, Gerry O'Beirne, Philip Brown, Robin Bailey, Richard Henders, Michael Robinson, Sebastian Charlesworth, Michare Dore, Ben Goddard, Lawrence White, Scott Davies, David Porter Thomas, Andrew Playfoot, Lawrence Wallington, James Mawson, Cameron Jones

### The Children of 'Ata Choir
- Hanalee Valke, Isabella Moore, Philip Rhodes, Benson Wilson, Kieran Rayner

### Children's Choir
- Malakai Bayoh
- William Borthwick
- Daniel Catalogna
- Christy Cole
- Charles Deconinck
- Chet Gibson
- Edward Grant
- Lukas Haggo
- Thomas King
- Victor Livert
- Kieran Lund-Deely
- Filippo Pignatelli
- Adrian Pueyo-Blasco
- Henry Scully
- Benedict Sefton
- Alfie Sterne
- Giulio Tittoto
- Davide Wernig
- Toby Yates

### Sepian Orchestra
- Anna Noakes – flûte, piccolo
- John Anderson – hautbois, cor anglais
- Barnaby Robson – clarinette
- Dave Fuest – clarinette
- Gavin McNaughton – basson, contrebasson
- Nigel Black – cor d'harmonie
- Richard Watkins – cor d'harmonie
- Michael Thompson – cor d'harmonie
- Martin Owen – cor d'harmonie
- John Thurgood – cor d'harmonie
- Corinne Bailey – cor d'harmonie
- Phil Woods – cor d'harmonie
- Jason Evans – trompette
- Mike Lovatt – trompette
- Andy Wood – trombone
- Richard Edwards – trombone
- Ed Tarrant – trombone
- Barry Clements – trombone
- Adrian Miotti – tuba, cimbasso
- Bill Lockhart – timbales, percussion
- Frank Ricotti – percussion
- Chris Baron – percussion
- Paul Clarvis – percussion
- Warren Zielinski – violon
- Jackie Shave – violon
- Patrick Kiernan – violon
- Steve Morris – violon
- Magnus Johnston – violon
- Oscar Perks – violon
- Ralph De Souza – violon
- John Mills – violon
- Jonathan Evans-Jones – violon
- Marije Johnston – violon
- Paul Willey – violon
- Raja Halder – violon
- Elizabeth Cooney – violon
- Kathy Gowers – violon
- Peter Hanson – violon
- Dorina Markoff – violon
- Julian Leaper – violon
- Lorraine McAslan – violon
- Fenella Barton – violon
- Oli Langford – violon
- Sarah Sexton – violon
- Thomas Kemp – violon
- Debbie Preece – violon
- Bea Lovejoy – violon
- Ben Buckton – violon
- Emil Chakalov – violon
- Clare Thompson – violon
- Thomas Gould – violon
- Laura Melhuish – violon
- Peter Lale – alto
- Bruce White – alto
- Daisy Spiers – alto
- Kate Musker – alto
- Reiad Chibah – alto
- Chris Pitsillides – alto
- Lydia Lowndes-Northcott – alto
- Fiona Bonds – alto
- Martin Humbey – alto
- Richard Cookson – alto
- Rebecca Carrington – alto
- Emma Sheppard – alto
- Caroline Dale – violoncelle
- Ian Burdge – violoncelle
- Tony Woollard – violoncelle
- Sophie Harris – violoncelle
- David Daniels – violoncelle
- Jonathan Williams – violoncelle
- Jonny Byers – violoncelle
- Joely Koos – violoncelle
- Rachael Lander – violoncelle
- Adrian Bradbury – violoncelle
- Frank Schaefer – violoncelle
- Chris Laurence – contrebasse
- Steve Rossell – contrebasse
- Stacey Watton – contrebasse
- Laurence Ungless – contrebasse
- Beth Symmons – contrebasse
- Richard Pryce – contrebasse
- Skaila Kanga – harpe

## Classements hebdomadaires
| Classement (2024)                  | Meilleure place |
| ---------------------------------- | --------------- |
| Allemagne (Media Control AG)       | 2               |
| Autriche (Ö3 Austria Top 40)       | 2               |
| Belgique (Flandre Ultratop)        | 12              |
| Belgique (Wallonie Ultratop)       | 17              |
| Écosse (OCC)                       | 6               |
| Espagne (Promusicae)               | 36              |
| Finlande (Suomen virallinen lista) | 1               |
| France (SNEP)                      | 15              |
| Italie (FIMI)                      | 47              |
| Japon (Oricon)                     | 50              |
| Pays-Bas (Mega Album Top 100)      | 4               |
| Portugal (AFP)                     | 15              |
| Royaume-Uni (UK Albums Chart)      | 20              |
| Royaume-Uni (Rock & Metal Albums)  | 1               |
| Suède (Sverigetopplistan)          | 6               |
| Suisse (Schweizer Hitparade)       | 2               |